# Vejica
Vêjica ( , ) je v jezikoslovju enodelno ločilo, s katerim v glavnem med seboj ločujemo stavke iste povedi, priredne dele besednih zvez, pristavke, vrivke od ostalega besedila. Vejica ima v mnogih vrstah črk enako obliko kot opuščaj ( ’ ) ali enojni desni narekovaj ( ’ ), s tem da jo postavljamo na osnovni nivo besedila. V nekaterih vrstah črk ima vejica obliko majhne črte, malo ukrivljene ali ravne, ali pa ima obliko majhne polne števke 9.
Drug izraz za vejico je koma, ki izvira iz starogrške besede starogrško κόμμα: kómma, kar pomeni nekaj odrezati ali skrajšati besedilo.

## Skladenjska raba
Za vejico je vedno presledek in jo pišemo med:
- enakovrednimi deli proste ali zložene povedi
  - nestavčnimi enakovrednimi deli (ti so lahko vezalni (Večja slovenska mesta so Ljubljana, Maribor in Celje.), stopnjevalni (Ne le ti, tudi tvoj brat naj pride.), ločni (Bi kavo, čaj?), protivni (Ta pot je lepa, vendar nevarna.), vzročni in posledični (Neizkušena, kajti mlada, je odšla v svet. — Mlada, torej neizkušena, je odšla v svet.), pojasnevalni (Prišel je pozno, šele ob treh. —  V Ljubljani, 3. 8. 2013.)
  - pristavčnimi deli (vejica je na obeh straneh: Največji dramatik vseh časov, Shakespeare, se je rodil v Angliji. — Nekateri ptiči, denimo lastovke, se jeseni selijo.)
  - stavčnimi enakovrednimi deli (ti so lahko vezalni (Pod nebom ptice letajo, ribe v vodi plavajo, v hostah zamira glas sekire, s polja sejalec gre domov.), stopnjevalni (Ni le zabavljal, ampak se je tudi pretepal.), ločni (Zdaj se je jokal, zdaj smejal.), protivni (Vse ima, vendar ni zadovoljen.), vzročni (Ne hodi po progi, je nevarno.), posledični (Prosili so me, pa sem jim ustregel.), pojasnjevalni (Iz samostana je zvon zavabil, to molijo nune.); sem spadajo tudi naštevalne enote v bibliografskih zapisih (Milko Kos, Srednjeveška Ljubljana, Topografski opis, 195, 79 strani.)
  - nestavčno-stavčnimi enakovrednimi deli (Pozimi, vendar tudi kadar je mraz, kurimo.)
- med nadrednim in odvisnim stavkom,
- med polstavkom in ostalim delom povedi,
- med izpostavljenim stavčnim členom ali dostavkom in ostalim delom povedi,
- med izrazi in stavki, ki niso stavčni členi ali deli priredja oziroma podredja.

## Neskladenjska raba
Neskladenjsko se vejica rabi:
- pri pisanju imen in večbesednih poimenovanj za nakazanje, da je pravilno zaporedje sestavin spremenjeno, npr. priimek pred imenom:

Novak, Miha
Potočnik, Aleš
ali
kruh, beli
kruh, črni
sir, bohinjski
- kot znamenje med celim številom in decimalkami; pri tem je vejica stična:[2] 1,75
- včasih namesto presledka pri označevanju milijonic (stično), če so v istem zapisu tisočice označene s piko: 52,500.000 EUR